# 大谷口上町
大谷口上町（おおやぐちかみちょう）は、東京都板橋区の町名。丁番の設定がない単独町名である。全域で住居表示が実施されている。

## 地理
南側に中野通りがあり北側で国道254号にはさまれている。北で弥生町、東の交差点上の一点で大山町、南東で大山西町、南西で大谷口、北西で大谷口北町と隣接する。日本大学医学部及び附属板橋病院が町の半分を占め、ほかは住宅地となっている。
地形は旧千川上水に近い高台と、石神井川に向かった崖地に分けられる。

## 歴史
武蔵国豊島郡上板橋村の小名であった大谷口の一部であり1871年（明治4年）11月14日に浦和県（現埼玉県）から東京府に編入された。1932年時点では板橋区大谷口町であった。

### 大谷口上町住宅改良計画
かつて千川上水の漏水を水源とする溜池が板橋病院南西側にあった。戦争後復員してきた人が溜池を埋め立て、戦後の混乱期（おおむね昭和28年頃までとされている）で水道設備も十分普及していない状況の中、ため池の水源で代用するような狭い一帯に多くの住居が乱立した。道路付けも認められず、おおよそ150戸の住宅は人一人が通行できる程度の狭い通路で連絡されていた。当然緊急車両の進入は不可能である。この状態のまま50年以上建物が存立し、当初は法律上の原因なく土地に住み始めた入居者も、時効により権利を取得完了していた。
建物の修理すら工作車両が乗入れられず困難であり、防災上また防犯上非常に問題を抱える地域であったことから、平成17年頃に漸く地元板橋区・東京都・国土交通省が改善にのり出した。板橋区は住宅地区改良法により国の協力を得て、旧来の住宅を整理解体し新たな集合住宅を日本大学医学部付属看護専門学校付近に建設した。東京都は中野通りの拡張工事に伴い周辺の狭小住宅を補償しながら整理している。地形が窪地で特徴的であり、都心に比較的近い条件ながら最近まで古い住宅が残存していたことに都市計画・住居形成上多くの関心を惹いており、各インターネットサイトや論考上引用されている。

## 世帯数と人口
2025年（令和7年）3月1日現在（板橋区発表）の世帯数と人口は以下の通りである。
- 世帯数 : 2,424世帯
- 人口 : 4,147人

### 人口の変遷
国勢調査による人口の推移。
| 年                 | 人口  |
| ------------------ | ----- |
| 1995年（平成7年）  | 4,589 |
| 2000年（平成12年） | 4,402 |
| 2005年（平成17年） | 4,091 |
| 2010年（平成22年） | 4,118 |
| 2015年（平成27年） | 4,118 |
| 2020年（令和2年）  | 4,273 |

### 世帯数の変遷
国勢調査による世帯数の推移。
| 年                 | 世帯数 |
| ------------------ | ------ |
| 1995年（平成7年）  | 2,057  |
| 2000年（平成12年） | 2,082  |
| 2005年（平成17年） | 1,979  |
| 2010年（平成22年） | 2,081  |
| 2015年（平成27年） | 2,136  |
| 2020年（令和2年）  | 2,399  |

## 学区
区立小・中学校に通う場合、学区は以下の通りとなる（2021年8月時点）。
| 番地                           | 小学校                 | 中学校                   |
| ------------------------------ | ---------------------- | ------------------------ |
| 1〜2番 24〜25番 37～41番       | 板橋区立板橋第十小学校 | 板橋区立板橋第二中学校   |
| 3～11番 16～23番 26～28番 36番 | 板橋区立板橋第十小学校 | 板橋区立上板橋第一中学校 |
| 29～35番 42～55番 58～71番     | 板橋区立板橋第十小学校 | 板橋区立上板橋第二中学校 |
| 56〜57番 72～91番              | 板橋区立大谷口小学校   | 板橋区立上板橋第二中学校 |
| 12～15番                       | 板橋区立大谷口小学校   | 板橋区立上板橋第一中学校 |

## 事業所
2021年（令和3年）現在の経済センサス調査による事業所数と従業員数は以下の通りである。
- 事業所数 : 131事業所
- 従業員数 : 3,698人

### 事業者数の変遷
経済センサスによる事業所数の推移。
| 年                 | 事業者数 |
| ------------------ | -------- |
| 2016年（平成28年） | 147      |
| 2021年（令和3年）  | 131      |

### 従業員数の変遷
経済センサスによる従業員数の推移。
| 年                 | 従業員数 |
| ------------------ | -------- |
| 2016年（平成28年） | 3,126    |
| 2021年（令和3年）  | 3,698    |

## 交通

### 鉄道
町域に駅は存在しないが、以下の路線・駅が利用可能である。
- 東武鉄道
  - 東武東上線：大山駅（大山町および大山東町）・中板橋駅（弥生町および中板橋）

### バス
- 国際興業バス
  - 大山・大谷口上町：赤51 西が丘経由赤羽駅西口行き・サンシャインシティ経由池袋駅東口行き、光02 サンシャインシティ経由池袋駅東口行き・光が丘駅行き、池55 サンシャインシティ経由池袋駅東口行き・小茂根五丁目行き
  - 日大病院：池05 池袋駅西口行き、赤57 トンネル経由赤羽駅西口行き
    - 池袋駅西口始発の日大病院直行・池01系統も平日朝3便運行されている。復路運転は行われていない。

  - 大山西町：池05 池袋駅西口行き、日大病院行き

### 道路
- 国道254号（川越街道）

## 施設
- 日本大学医学部
  - 日本大学医学部附属板橋病院
  - 日本大学医学部附属看護専門学校
- 板橋区立板橋第十小学校
- 東京保健会病体生理研究所
- 大谷口北町郵便局
- 大谷口上町公園
- 大谷口上町児童遊園
- 陽光保育園
- 光龍院
- 慈光寺

## その他

### 日本郵便
- 郵便番号 : 173-0032[3]（集配局 : 板橋郵便局[16]）。